# Vittorio Miele
Vittorio Miele (Cassino, 24 novembre 1926 – Cassino, 18 novembre 1999) è stato un pittore italiano.

## Biografia
Visse l'esperienza tragica della battaglia di Montecassino in cui vede morire il padre e la sorella ed in seguito, per le ferite riportate, anche la madre.
Dopo la fine del conflitto si trasferisce a Urbino dove comincia la sua attività artistica.
Nel 1958 è presente alla "Mostra Nazionale Città di Mantova", mentre la prima mostra personale avrà luogo a Frosinone nel 1966, presso la galleria “La Saletta”, luogo di incontro e di dibattito dei pittori ciociari e dell’Alta Terra di Lavoro.
Nel 1967 grazie all'opera Meriggio è premiato alla rassegna d'arte "Avis" di Jesi. Due anni dopo, nel 1969, con l'opera Il Dolore riceve il 2º premio all'Esposizione Internazionale di Pittura di Piervert (Francia) e, nello stesso anno, con l'opera Case di Ciociaria vince il primo premio alla IV Rassegna Nazionale Arti Figurative a Roma.
Negli anni settanta partecipa ad esposizioni a San Marino (una mostra personale al Ridotto del Teatro Titano nel 1971), in Giappone (1972, Galleria "2000" di Tokyo, per una rassegna collettiva a cui partecipano anche opere di De Chirico, Gentili, Campigli, Greco, Cantatore), in Jugoslavia (1973, Padiglione d'Arte di Sarajevo), Canada (1974, espone a la Place Bonaventure di Montréal, al Titanus Inc. di Willowdale, all'Hotel Hilton e alla Fine Arts Gallery di Toronto), Stati Uniti d'America (1976, mostra di oli e tempere alla Mondello Interiors Gallery di Birmingham). Espone anche alla Forsythe Gallery di Ann Arbor, alla Charter Arts di Farmington e alla Coach House Gallery di Detroit.
Dopo molte altre mostre in Italia viene invitato, sul finire degli anni settanta, nella Colonia Artistica Statale di Počitelj in Jugoslavia, esperienza che ripercorre in una serie di stupendi pastelli.
Trentacinque anni dopo la distruzione di Cassino Vittorio Miele commemora quell'anniversario con "Testimonianza", un itinerario artistico con le immagini più crude che erano rimaste nella mente del maestro.
Nel 1991 espone al Parlamento Europeo.
Dopo moltissime altre esposizioni (tra cui nel 1987 alla "Galleria Il Trittico" di Roma e nel 1994 mostra personale alla "Galleria Gagliardi" di San Gimignano) Vittorio Miele muore nella sua Cassino il 18 novembre 1999.
Nel 2009 la Fondazione Umberto Mastroianni ed il Comune di Frosinone, in occasione del decennale dalla scomparsa, gli dedicano una mostra personale che ottiene uno straordinario successo di pubblico e di critica. Analoga iniziativa viene presa anche dalla "Galleria Gagliardi" a San Gimignano.
Nel 2015, nel corso degli eventi legati alla commemorazione della distruzione di Montecassino, Cassino lo ricorda con una mostra all'interno del Museo archeologico "G. Carettoni" dedicata alle opere inedite relative alla Battaglia.
Amico di Umberto Mastroianni, Alfredo Bonazzi, Kolja Mićević e Pietro Annigoni, definito da Duccio Trombadori "il poeta del silenzio", Miele rimane uno degli artisti italiani più profondi e significativi del secolo scorso. Attualmente alcune sue opere sono esposte presso il Museo della Fondazione Umberto Mastroianni di Arpino.
A Frosinone, città dove ha vissuto molti anni della sua vita, gli è stata dedicata una scuola dell'infanzia statale.
Nel gennaio 2020 viene inaugurata presso l'Università degli Studi di Cassino e del Lazio Meridionale la Donazione Vittorio Miele. A venti anni dalla scomparsa del pittore, la sua famiglia dona all’ Università trenta dipinti e grafiche realizzati a metà degli anni ’80 del secolo scorso. La raccolta fa parte della serie “Testimonianza”, documentazione artistica di un’esperienza umana che ha visto Miele testimone diretto e protagonista degli eventi bellici che sconvolsero la città e l’Abbazia nel 1944. In catalogo intervento critico di Marcello Carlino.
Nel 2020 il Museo dell'Abazia di Montecassino acquisisce la sua opera "Il Cristo" ospitata oggi nella sezione contemporanea del Museo.
Nel settembre 2021 viene intitolato a Vittorio Miele il Liceo Artistico di Cassino.

## Giudizi critici
(Rocco Zani)
(Umberto Mastroianni)
(Giuseppe Bonaviri)
E caricano gli sguardi delle figure che si cercano disperate, disperando di trovarsi, di un urlo ricacciato in gola, di un grido che non esce: così muto, definitivamente fermato nello smarrito strazio di un volto, è l’urlo dell’espressionismo pittorico di Vittorio Miele sul tema originario della guerra e di una ferita non chiusa.

(Marcello Carlino)
(Michele Rosa)

## Vittorio Miele nei musei
- Museo della Fondazione Mastroianni di Arpino (FR)